# Corybas aberrans
Corybas aberrans är en orkidéart som beskrevs av Pieter van Royen. Corybas aberrans ingår i släktet Corybas, och familjen orkidéer. Inga underarter finns listade i Catalogue of Life.